# 두리하나선교회
두리하나선교회는 1999년 10월 설립된 초교파 복음주의 선교단체·탈북지원단체이다. 대표는 천기원 목사이다. 2010년 3월까지 약 1,000여명의 탈북자를 구출하여 한국과 미국 등지에 정착시켜왔으며 2009년에는 탈북청소년을 위한 대안학교인 두리하나국제학교를 설립하였다.